# Mieczysław Sitarski
Mieczysław Sitarski (ur. w 1908 w Strumianach, zm. 24 lutego 1971) – polski nauczyciel, związany z Nadarzynem.

## Życiorys
Uczył się w szkole w Warszawie, gdzie również ukończył studia. Od 1929 roku pracował jako nauczyciel w Młochowie, w latach 1931–1932 uruchomił budowę nowej szkoły w tej wsi. W 1932 roku zaczął pracę w Nadarzynie. Prowadził nauczanie początkowe oraz uczył fizyki i chemii. W czasie okupacji prowadził, wraz z żoną, intensywne nauczanie dzieci z Nadarzyna i okolicznych wsi na tajnych kompletach w swoim domu.
Po wojnie nadal uczył w Nadarzynie. Współorganizował sklepy samopomocy chłopskiej (późniejsze GS-y). Organizował życie szkolne, prowadził też kursy wyrównawcze w zakresie uzupełniania wykształcenia przez dorosłych mieszkańców.  W latach 50. i 60. był lektorem radiowęzła nadarzyńskiego, gdzie podawał komunikaty, pogadanki o wydarzeniach w Nadarzynie i gminie. W 1957 roku jego żona Jadwiga została kierownikiem szkoły, Mieczysław Sitarski natomiast zorganizował komitet budowy nowego budynku szkolnego. W 1965 roku został oddany do użytku nowy, murowany, piętrowy budynek przy ówczesnej ulicy Szkolnej.

## Życie rodzinne
Był synem Aleksandra, który w jego dzieciństwie wyemigrował do Ameryki. Matka wcześnie zmarła. Miał brata Franciszka, inżyniera. Ożenił się w 1931 roku z Jadwigą Zawadzką. W 1932 roku urodził się ich syn Grzegorz, późniejszy profesor astronomii (zm. w 2015 roku), w 1935 roku urodziła się ich córka, Elżbieta.

## Upamiętnienie
Gmina Nadarzyn pod koniec lat 80. w uznaniu zasług Mieczysława Sitarskiego  przemianowała dotychczasową ulicę Szkolną na ulicę jego imienia, a po śmierci żony (w 1988 roku) od początku lat 90. ulica nosi imię Mieczysława i Jadwigi Sitarskich.